# 夜モノ映画
夜モノ映画（よるものえいが）とは、映画の一ジャンルである。

## 概説
1960年代の前半、所謂モンド映画の元になったジャンルであり、モンド映画の前身的役割を果たしていたお色気やショーをメインにしたドキュメント映画である。
欧米のナイトクラブのショーやヴォードヴィル、見世物小屋等の出し物、ストリップショーやアクロバットショー、セクシーな風俗等、ステージモノに特化した裏観光的な記録映画であった。勿論一流の歌手によるショーも記録されていた。このジャンルに関する事は洋泉社の｢悪趣味洋画劇場｣や60年代に発刊された夜モノ特集した古本に掲載。
特に日本では夜シリーズとしてお色気メインとした娯楽モノとして人気を博したものの、ピンク映画の台頭やモンド映画の台頭により約、二年弱で衰退していった。
一部のお色気部分はモンド映画に吸収されていった。

## 代表作
- 世界の夜（Il Mondo di Notte）
- 続・世界の夜（Il Mondo di Notte II、World by Night No.2）
- ヨーロッパの夜（Europa di Notte）
- アメリカの夜（America di notte）
- セクシーの夜（Sexy al neon）
- 世界のセクシーナイト（Mondo Sexi di Notte）
- 世界の熱い夜（Mondo Caldo di Notte）
- 世界の夜の歴史（Sexy Proibitissimo）※通常のステージではなくスタジオ撮影でストリップを見せる異色作。

## 関連映画（番外編）
- ワールド・バイ・ナイトTODAY（1975）（Mondo Di Notte Oggi）正統派の夜モノジャンルを10数年ぶりに復活させた、ナイトクラブのお色気系エンターテーメントに特化した映画。
- クレイジーホース・パリ 夜の宝石たち（2011）（Crazy Horse）有名ナイトクラブを舞台にしたドキュメンタリーであり、そのステージと舞台裏をルポした映画。
- 地球の皮を剥ぐ(1963)（Ecco、This Shocking World）所謂夜モノジャンルの発展型でお色気よりも、もはやキワモノ性や残酷ショーを取り上げたモンド映画として吸収されたモノ。